# Malkolm III av Skottland
Malkolm III av Skottland (engelska: Malcolm, gaeliska: Máel Coluim mac Donnchada) eller "Malcolm Canmore" (Máel Coluim Cenn Mór, "med stora huvudet"), född 26 mars 1031, död 13 november 1093, var kung av Skottland 1058–1093. Han var Malkolm II:s dottersons son, och son till den av Macbeth störtade Duncan I. 

## Biografi
Malkolm segrade över Macbeth vid Lumphanan, och kröntes 1058 till Skottlands kung vid Scone, sedan Macbeths styvson Lulach blivit mördad efter bara några månader på tronen. 
Han var första gången gift med Ingibiorg Finnsdottir. I sitt andra äktenskap gift med Margareta, syster till engelske tronpretendenten Edgar Ætheling, bistod han 1070 denne mot Vilhelm Erövraren, men utsattes fördenskull 1072 för en engelsk invasion och måste "bli Vilhelms man". Efter nya strider måste han 1091 även hylla Vilhelm II Rufus som länsherre, men det är omtvistat om det gällde hela riket. Malkolm stupade 13 november 1093 under ett infall i Northumberland nära Alnwick vid en plats, som sedan fick namnet Malcolm's cross. 
Malkolm III var en tapper, högsint och duglig regent. Fyra av hans söner blev kungar i Skottland (Duncan II, Edgar, Alexander I och David). En dotter, Matilda, gifte sig med Henrik I av England. 